# Mikami Sanji

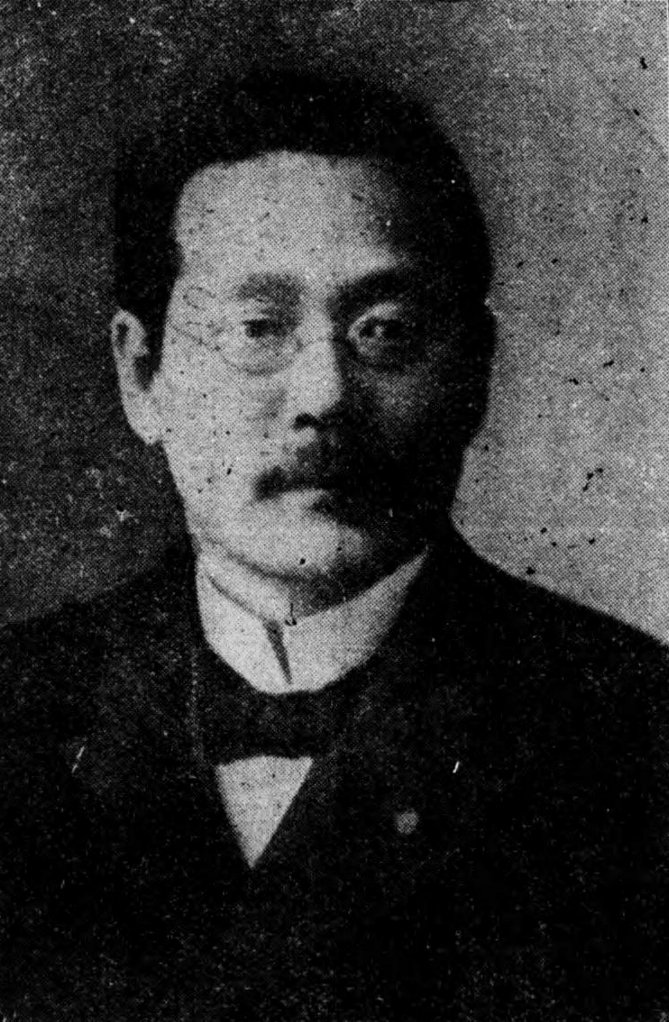
Mikami Sanji

Mikami Sanji (japanisch 三上 参次; geboren 29. Oktober 1865 in der Provinz Harima; gestorben 7. Juni 1939) war ein japanischer Historiker.

## Leben und Wirken
Mikami Sanji wurde als dritter Sohn des Kampo-Arztes Kōda Sadasuke (幸田貞助) geboren. Später wurde er Adoptivsohn von Mikami Katsuakira (三上 勝明), einem Hatamoto des Himeji-Klans (姫路藩). 1889 machte er seinen Abschluss an der Universität Tokio im Fach Japanische Literatur, dem er ein Aufbaustudium an der Graduiertenabteilung im Fach Japanische Geschichte anschloss. 1890 wurde er als stellvertretender Herausgeber der fortlaufenden Geschichtsedition, veröffentlichte „Shirakawa Rakuō-kō to Tokugawa-jidai“ (白河楽翁公と徳川時代) – „Fürst Shirakawa Rakuō und die Tokugawa-Zeit“ und war Mitverfasser von „Shaji ryōseishitsu no kenkyū“ (社寺領性質の研究) – „Erforschung der Eigenschaften von Schreinen und Tempeln“.
Aktiv als Herausgeber auf dem Gebiet geschichtlicher Fachliteratur, wurde Mikami 1892 Assistenzprofessor an der Universität „Bunka Daigaku“ (文科大学), 1899 Professor und Doktor der Literaturwissenschaft. Nachdem er hart daran gearbeitet hatte, „Dainihon Shiryō“ (大日本史料) – „Geschichtsmaterial zu Großjapan“ zu veröffentlichen, ging er 1926 planmäßig in den Ruhestand. Vom Hofamt beauftragt, überwachter er  die Herausgabe von „Meiji-tennō gyoki“ (明治天皇御紀) – „Aufzeichnungen zum Kaiser Meiji“. 1932 wurde er Mitglied des Oberhauses des Parlaments.
Mikami publizierte u. a. „Edojidai-shi“ (江戸時代史) – „Geschichte der Edo-Zeit“ 1943, 1944 in zwei Bänden.